# 格林登 (明尼蘇達州)
格林登（英語：Glyndon）是一個位於美國明尼蘇達州克萊縣的城市。

## 人口
根據2020年美國人口普查的數據，格林登的面積為4.10平方千米，當中陸地面積為4.10平方千米，而水域面積為0.00平方千米。當地共有人口1306人，而人口密度為每平方千米319人。